# 24-Stunden-Rennen von Daytona 1973

Skizze des Daytona International Speedway, das Rennen wurde auf dem kombinierten Oval- und Straßenkurs ausgetragen

Das siebte 24-Stunden-Rennen von Daytona, auch 24 Hour of Daytona, Championship of Makes, Daytona International Speedway, fand am 3. und 4. Februar 1973 auf dem Daytona International Speedway statt und war der erste Wertungslauf zur Sportwagen-Weltmeisterschaft dieses Jahres.

## Das Rennen
Für den ersten Sportwagen-Weltmeisterschaftslauf der Saison gingen 64 Meldungen beim Veranstalter ein. Schlussendlich nahmen am Nachmittag des 3. Februar 53 Rennwagen der Klassen S 3.0, S 2.0, GT + 2.0, GT 2.0, T 5.0 und T 2.0 das Rennen auf. Von der Pole-Position ging Derek Bell ins Rennen. Der Brite erzielte im Training auf seiner Mirage M6 Ford eine Zeit von 1:45,512 Minuten auf seiner schnellsten Runde.
Nach 24 Stunden Rennzeit wurden die US-Rennfahrer Peter Gregg und Hurley Haywood als Sieger abgewunken.

## Ergebnisse

### Schlussklassement
| 1                  | S 3.0    | 59 | Brumos Porsche                     | Peter Gregg Hurley Haywood                           | Porsche 911 Carrera RSR         | 670 |
| 2                  | GT + 2.0 | 22 | North American Racing Team         | François Migault Milt Minter                         | Ferrari 365 GTB/4 Competizione  | 648 |
| 3                  | GT + 2.0 | 5  | Dave Heinz                         | Dave Heinz Bob McClure                               | Chevrolet Corvette              | 644 |
| 4                  | GT + 2.0 | 77 | Silverstone Racing                 | George Stone Bruce Jennings Mike Downs               | Porsche 911 S                   | 638 |
| 5                  | GT + 2.0 | 21 | North American Racing Team         | Luigi Chinetti junior Bob Grossman Wilbur Shaw, Jr.  | Ferrari 365 GTB/4 Competizione  | 632 |
| 6                  | GT + 2.0 | 54 | Porsche Kremer Racing              | John Fitzpatrick Erwin Kremer Paul Keller            | Porsche 911 S                   | 630 |
| 7                  | T 5.0    | 9  | Ray Kessler Inc.                   | Ray Kessler Ritchie Panch Wilbur Pickett             | Chevrolet Camaro Z28            | 592 |
| 8                  | GT + 2.0 | 15 | Toad Hall Motor Racing             | Michael Keyser Tony Adamowicz Bob Beasley            | Porsche 911 S                   | 587 |
| 9                  | GT + 2.0 | 56 | Joest Racing                       | Sepp Greger Kurt Hild Dieter Schmid                  | Porsche 911 S                   | 574 |
| 10                 | GT 2.0   | 62 | Bob Bergstrom                      | Bob Bergstrom Jim Cook                               | Porsche 911 S                   | 571 |
| 11                 | GT + 2.0 | 43 | Dave Helmick                       | Dave Helmick John O’Steen Stephen Behr               | Porsche 911 S                   | 558 |
| 12                 | S 3.0    | 19 | Harry Bytzek                       | Rudy Bartling Harry Bytzek Bert Kuehne               | Porsche 908/02 Spyder „Flunder“ | 532 |
| 13                 | T 5.0    | 30 | Guido C. Levetto                   | Guido Levetto Mario Levetto Ara Dube                 | Chevrolet Camaro Z28            | 532 |
| 14                 | GT + 2.0 | 51 | Airport Motorsport                 | Klaus Selbert W. Marvin Schoenfeld Bob Klempel       | Porsche 911 S                   | 499 |
| 15                 | T 5.0    | 80 | Byron Cook Racing                  | John Elliott Bill McDill                             | Chevrolet Camaro Z28            | 488 |
| 16                 | T 5.0    | 75 | Don Winter                         | Larry Bock Carl Shafer Gene Harrington               | Chevrolet Camaro Z28            | 451 |
| 17                 | T 5.0    | 33 | John McComb                        | Dave Dooley John McComb                              | Ford Mustang                    | 437 |
| 18                 | T 2.0    | 84 | Andy Petery                        | Andy Petery Hans Ziereis                             | BMW 2002                        | 313 |
| 19                 | GT 2.0   | 38 | Quintanilla/Muniz                  | Daniel Muniz Roberto Quintanilla                     | Porsche 914/6                   | 215 |
| Ausgefallen        |          |    |                                    |                                                      |                                 |     |
| 20                 | GT + 2.0 | 49 | John Greenwood                     | Don Yenko Robert R. Johnson                          | Chevrolet Corvette              | 494 |
| 21                 | S 3.0    | 6  | Penske Racing                      | Mark Donohue George Follmer                          | Porsche 911 Carrera RSR         | 405 |
| 22                 | GT + 2.0 | 20 | North American Racing Team         | Arturo Merzario Jean-Pierre Jarier                   | Ferrari 365 GTB/4 Competizione  | 394 |
| 23                 | GT + 2.0 | 31 | Locke Development Corporation      | Jim Locke Bob Bailey                                 | Porsche 911 S                   | 387 |
| 24                 | S 3.0    | 2  | Gulf Racing                        | Mike Hailwood John Watson                            | Mirage M6                       | 366 |
| 25                 | S 2.0    | 10 | Shierson Racing                    | Bill Barber Charlie Kemp                             | Chevron B19                     | 337 |
| 26                 | GT + 2.0 | 23 | North American Racing Team         | Claude Ballot-Léna Jean-Claude Andruet               | Ferrari 365 GTB/4 Competizione  | 284 |
| 27                 | S 3.0    | 12 | Scuderia Filipinetti               | Reine Wisell Jean-Louis Lafosse Hughes de Fierlant   | Lola T282                       | 281 |
| 28                 | S 3.0    | 3  | Equipe Matra-Simca                 | François Cevert Jean-Pierre Beltoise Henri Pescarolo | Matra-Simca MS670               | 267 |
| 29                 | S 3.0    | 57 | Reinhold Joest                     | Reinhold Joest Mario Casoni Paul Blancpain           | Porsche 908/03                  | 244 |
| 30                 | S 2.0    | 52 | Promotion Advertising              | Hugh Kleinpeter Jim Gammon Tom Shelton               | Chevron B21                     | 241 |
| 31                 | T 5.0    | 7  | Eddie Johnson                      | Clay Young Eddie Johnson Jim Fitzgerald              | Chevrolet Camaro Z28            | 233 |
| 32                 | S 2.0    | 93 | Professional Racing                | Bob Fisher Tom Gloy                                  | Chevron B16                     | 230 |
| 33                 | GT + 2.0 | 89 | Holbert Porsche                    | Mike Tillson Al Holbert Dieter Oest                  | Porsche 911 S                   | 213 |
| 34                 | T 5.0    | 96 | U.S. Davis Racing                  | Jose Rodriguez Reinaldo Almeida                      | Chevrolet Camaro Z28            | 198 |
| 35                 | GT + 2.0 | 64 | Weaver Chevrolet                   | Bob Baechle Roger Pierce Alex Davidson               | Chevrolet Corvette              | 191 |
| 36                 | S 3.0    | 1  | Gulf Racing                        | Derek Bell Howden Ganley                             | Mirage M6                       | 179 |
| 37                 | GT 2.0   | 16 | Toad Hall Motor Racing             | Peter Kirill Russ Norburn Bill Bean                  | Porsche 911 S                   | 175 |
| 38                 | S 2.0    | 88 | Edwin G. Abate                     | Ed Abate Bill Cuddy                                  | Porsche 910                     | 167 |
| 39                 | GT + 2.0 | 58 | Brumos Porsche                     | Andrew Carduner Jacques Bienvenue                    | Porsche 911 S                   | 127 |
| 40                 | T 5.0    | 94 | Bolus & Snopes                     | Steve Ross Bob Mitchell Dave Houser                  | Chevrolet Camaro Z28            | 120 |
| 41                 | GT + 2.0 | 11 | Troy Promotions Inc.               | Tony DeLorenzo Maurice Carter                        | Chevrolet Corvette              | 101 |
| 42                 | GT + 2.0 | 99 | Diego Febles                       | Horacio Alvarez Diego Febles                         | Porsche 911 S                   | 65  |
| 43                 | GT + 2.0 | 34 | Murray Racing                      | Jerry Thompson Ike Knupp Mike Murray                 | Chevrolet Corvette              | 50  |
| 44                 | T 5.0    | 8  | Automotive Engineering Enterprises | Tom Nehl Steve Durst                                 | Chevrolet Camaro Z28            | 49  |
| 45                 | GT + 2.0 | 29 | Jef Stevens                        | Ralph Noseda Ray Mummery                             | Chevrolet Camaro                | 38  |
| 46                 | T 5.0    | 14 | C. C. Canada                       | C. C. Canada Bob Christiansen John Tremblay          | Chevrolet Camaro Z28            | 29  |
| 47                 | T 5.0    | 17 | Takondo Racing                     | Vince Gimondo Billy Dingman                          | Chevrolet Camaro Z28            | 15  |
| 48                 | T 5.0    | 55 | Tiny Lund                          | Tiny Lund Stephen Behr Jimmy Capps                   | Pontiac Firebird                | 15  |
| 49                 | S 2.0    | 41 | Parametrics Systems                | Raymond Gage Jim Grob Gary Ouellette                 | Lotus 23 BMW                    | 14  |
| 50                 | T 2.0    | 25 | John Buffum                        | Bert Everett John Buffum Wilbur Pickett              | Ford Escort RS1600              | 9   |
| 51                 | GT + 2.0 | 48 | John Greenwood                     | John Greenwood Ron Grable                            | Chevrolet Corvette              | 7   |
| 52                 | T 5.0    | 47 | Chitwood Racing                    | Tim Chitwood Joie Chitwood Bob Nagel                 | Chevrolet Camaro Z28            | 6   |
| 53                 | T 2.0    | 24 | John Buffum                        | Fred van Beuren, Jr. Guillermo Rojas Hector Rebaque  | Ford Escort RS1600              | 0   |
| Nicht gestartet    |          |    |                                    |                                                      |                                 |     |
| 54                 | S 3.0    | T  | Gulf Racing                        | Derek Bell Howden Ganley                             | Mirage M6 Ford-Weslake          | 1   |
| Nicht qualifiziert |          |    |                                    |                                                      |                                 |     |
| 55                 | T 5.0    | 27 | Ernie Shaw                         | Ernie Shaw Norm Mosher Al Straub                     | Ford Mustang                    | 2   |
| 56                 | GT 2.0   | 73 | Dale Kreider                       | Dale Kreider Rick Silvers Paul Toppino               | Triumph GT6                     | 3   |
| 57                 | GT + 2.0 | 78 | J. G. Racing                       | Jacques Graham Gordon Johnson                        | Datsun 240Z                     | 4   |

1 Trainingswagen
2 nicht qualifiziert
3 nicht qualifiziert
4 nicht qualifiziert

### Nur in der Meldeliste
Hier finden sich Teams, Fahrer und Fahrzeuge, die ursprünglich für das Rennen gemeldet waren, aber aus den unterschiedlichsten Gründen daran nicht teilnahmen.
| Pos. | Klasse   | Nr. | Team                  | Fahrer                                     | Chassis             |
| ---- | -------- | --- | --------------------- | ------------------------------------------ | ------------------- |
| 58   | GT + 2.0 | 18  | Centrum International | Bob Buchler Pete Harrison                  | Ferrari Dino 246 GT |
| 59   | GT + 2.0 | 28  | Jef Stevens           | Bill Simpson Gary Belcher                  | Chevrolet Corvette  |
| 60   | GT + 2.0 | 50  | John Greenwood        | Robert R. Johnson Don Yenko                | Chevrolet Corvette  |
| 61   | GT 2.0   | 61  | Robert Stoddard       | Robert Stoddard Frank Harmstad Pat Keating | Porsche 914/6       |
| 62   | S 2.0    | 66  | Faza Fiat Squadra     | Al Cosentino Craig Fisher William Phillips | Fiat-Abarth         |
| 63   | T 5.0    | 87  | Houghton Smith        | Houghton Smith Bert Gafford                | Chevrolet Camaro    |
| 64   | T 2.0    | 95  | Robert Clark          | Bobby Clark                                | Datsun 510          |

### Klassensieger
| Klasse   | Fahrer           | Fahrer         | Fahrer         | Fahrzeug                       | Platzierung im Gesamtklassement |
| -------- | ---------------- | -------------- | -------------- | ------------------------------ | ------------------------------- |
| S 3.0    | Peter Gregg      | Hurley Haywood |                | Porsche 911 Carrera RSR        | Gesamtsieg                      |
| GT + 2.0 | François Migault | Milt Minter    |                | Ferrari 365 GTB/4 Competizione | Rang 2                          |
| GT 2.0   | Bob Bergstrom    | Jim Cook       |                | Porsche 911 S                  | Rang 10                         |
| T 5.0    | Ray Kessler      | Ritchie Panch  | Wilbur Pickett | Chevrolet Camaro Z28           | Rang 7                          |
| T 2.0    | Andy Petery      | Hans Ziereis   |                | BMW 2002                       | Rang 18                         |

### Renndaten
- Gemeldet: 64
- Gestartet: 53
- Gewertet: 19
- Rennklassen: 6
- Zuschauer: unbekannt
- Wetter am Renntag: kalt
- Streckenlänge: 6,132 km
- Fahrzeit des Siegerteams: 24:01:12,000 Stunden
- Gesamtrunden des Siegerteams: 670
- Gesamtdistanz des Siegerteams: 4108,172 km
- Siegerschnitt: 171,031 km/h
- Pole Position: Derek Bell – Mirage M6 (#1) – 1:45,512 = 209,207 km/h
- Schnellste Rennrunde: Mike Hailwood – Mirage M6 (#2) – 1:49,607 = 201,813 km/h
- Rennserie: 1. Lauf zur Sportwagen-Weltmeisterschaft 1973